# Émile Ollivier

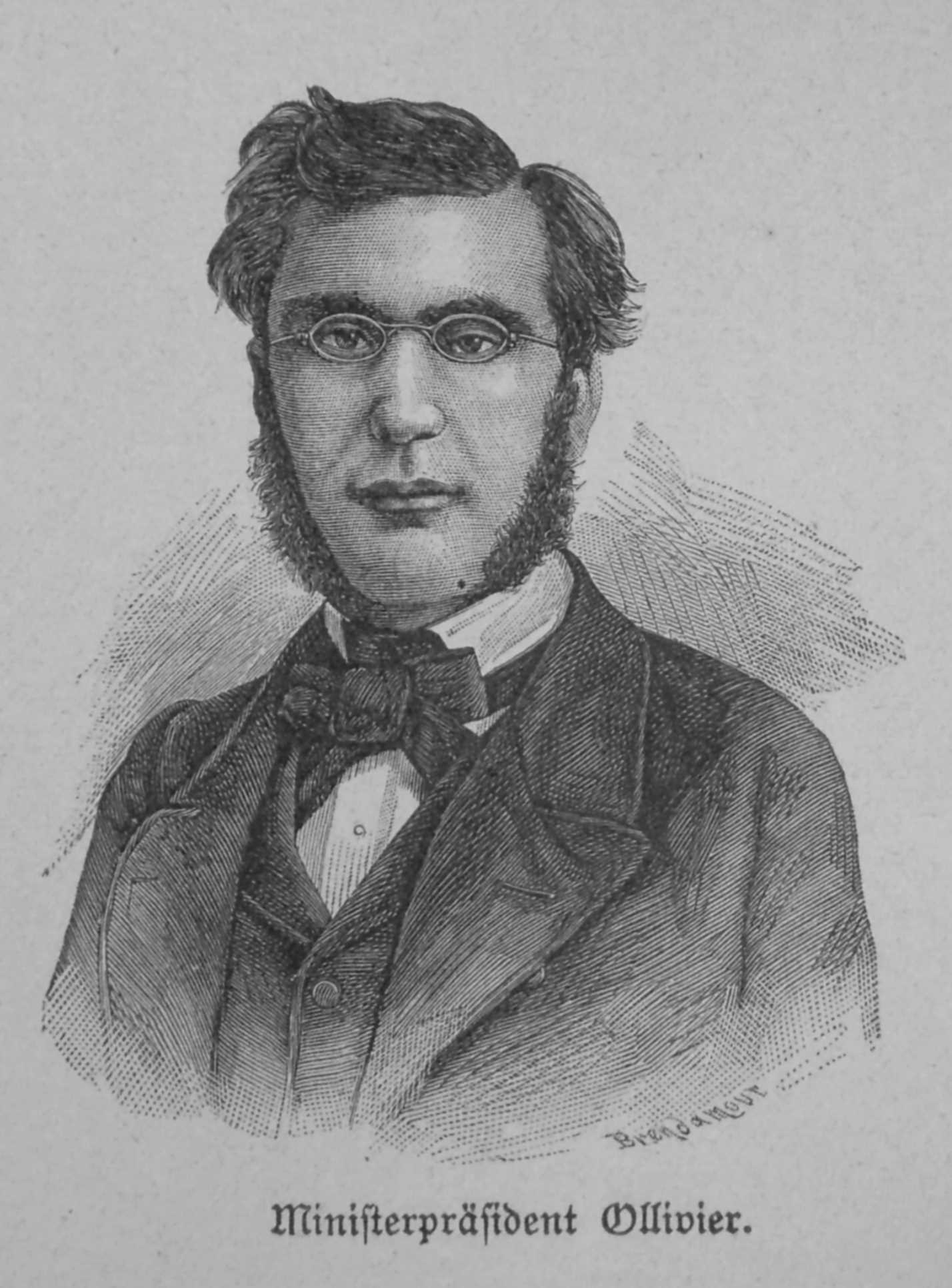
Émile Ollivier, Porträt gestochen von Richard Brend’amour

Émile Ollivier (* 2. Juli 1825 in Marseille; † 20. August 1913 in Saint-Gervais-les-Bains) war ein französischer Politiker und Staatsmann. Obwohl er ursprünglich Liberaler war, arrangierte er sich mit der Politik des Kaisers Napoleon III. Im Jahr 1869/1870 saß er dem französischen Ministerrat vor. Während der Spanischen Thronfolgekrise schloss er sich im Juli 1870 denjenigen in der Regierung an, die eine Kriegserklärung an Preußen befürworteten. Noch vor dem Untergang des Kaiserreichs im September wurde er entlassen.

## Politische Karriere

### Abgeordneter in der Republik und im Kaiserreich
Olliviers Vater, Demosthènes Ollivier (1799–1884), war ein vehementer Gegner der Julimonarchie König Louis-Philippe I. und wurde nach der Februarrevolution von 1848 als Vertreter Marseilles in die verfassunggebende Nationalversammlung entsandt. Nach dem Ende der kurzlebigen Zweiten Republik durch den Staatsstreich Louis Napoléons am 2. Dezember 1851 wurde er verbannt und kehrte erst 1860 nach Frankreich zurück. Sein Einfluss auf Ledru-Rollin während der Republikzeit verschaffte seinem Sohn Émile jedoch einen Posten als Generalkommissar des Départements Bouches-du-Rhône. Der erst 23-jährige Ollivier war gerade als Anwalt in Paris zugelassen worden. Seine politischen Ansichten waren weniger radikal als die seines Vaters; er schlug einen sozialistischen Aufstand in Marseille nieder und empfahl sich damit General Cavaignac, der ihn zum Präfekten des Départements ernannte. Wenig später wurde er in die verhältnismäßig unbedeutende Präfektur Chaumont (Département Haute-Marne) versetzt, eine leichte Herabsetzung, die möglicherweise von Feinden seines Vaters befördert wurde. Er trat aus dem öffentlichen Dienst aus, um als Anwalt zu praktizieren, was er dank seiner herausragenden Fähigkeiten auch mit Erfolg tat.
Ollivier kehrte im Jahre 1857 in die Politik zurück als Abgeordneter des 3. Arrondissements im Département Seine. Er trat der konstitutionellen Opposition bei und bildete zusammen mit Alfred Darimon, Jules Favre, Jacques-Louis Hénon und Ernest Picard eine Gruppe, die als Les Cinq (die Fünf) bekannt wurde und dem Kaiser Napoléon einige Zugeständnisse hin zu einer konstitutionellen Regierung abgewinnen konnte. Er begrüßte den kaiserlichen Erlass vom 24. November desselben Jahres, der es erlaubte, dass Parlamentsberichte im amtlichen Mitteilungsblatt Moniteur abgedruckt wurden, und eine Replik des Corps Législatif auf die Thronrede als erste Schritte einer Reform.
Diese Einwilligungen änderten Olliviers Einstellung beträchtlich. Ein Jahr zuvor hatte ihm noch ein heftiger Angriff gegen die kaiserliche Regierung, vorgetragen im Prozess gegen Étienne Vacherot, der wegen der Herausgabe der Zeitung La Démocratie angeklagt war, eine dreimonatige Aussetzung seiner Anwaltszulassung eingebracht. Nun wandte er sich schrittweise von seinen alten Verbündeten ab, die sich um Jules Favre scharten, und während der Sitzungsperiode 1866/1867 bildete er eine dritte Partei, die als Alternative zu Liberalen und Konservativen die Idee eines Empire libéral (liberalen Kaiserreichs) verfolgte.
Am letzten Dezembertag des Jahres 1866 bot ihm Graf Walewski das Erziehungsministerium an, mit der zusätzlichen Aufgabe, die allgemeine Regierungspolitik vor der Kammer zu vertreten (das Amt eines Ministerpräsidenten gab es nicht). Er setzte damit Verhandlungen fort, die Charles de Morny zuvor begonnen hatte. Ollivier wollte sich nicht mit dem kaiserlichen Erlass vom 19. Januar 1867 und dem im Moniteur veröffentlichten Versprechen, das eine Lockerung der Pressegesetze und Zugeständnisse im Hinblick auf die Versammlungsfreiheit verhieß, begnügen und lehnte das Amt deshalb ab. Am Vorabend der Wahl von 1869 veröffentlichte er eine Grundsatzerklärung mit dem Titel Le 19 janvier, in der er seine Politik rechtfertigte. Der sénatus-consulte (Senatsbeschluss) vom 8. September gab den beiden Kammern normale parlamentarische Rechte, und wenig später wurde der reaktionäre Eugène Rouher entlassen. Damit war der Weg frei für ein verantwortliches Kabinett, das in der letzten Woche des Jahres 1869 gebildet wurde, und in dem Ollivier de facto, wenn auch nicht formal, Premierminister war.

### Ministerpräsident 1869/1870

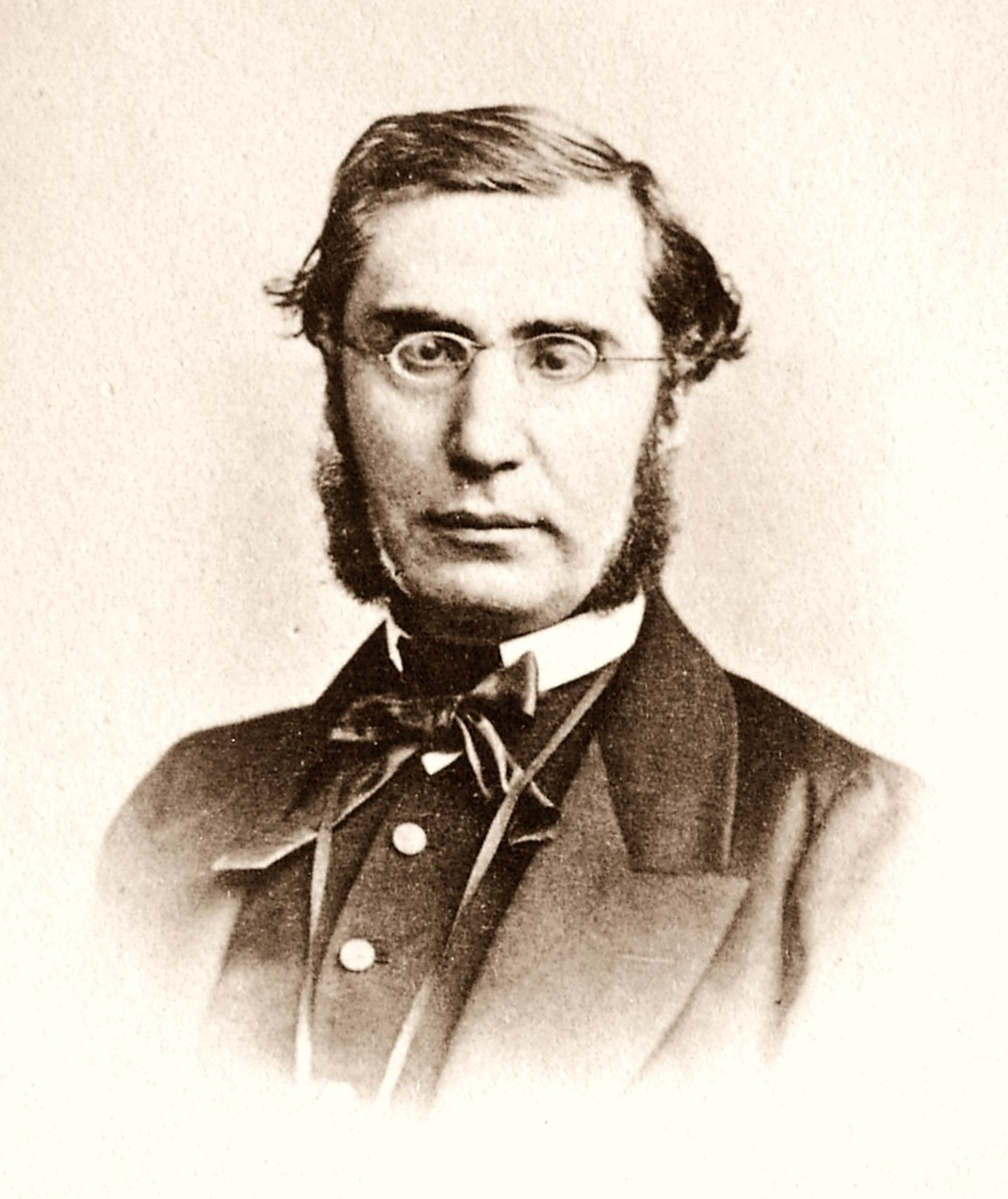
Émile Ollivier

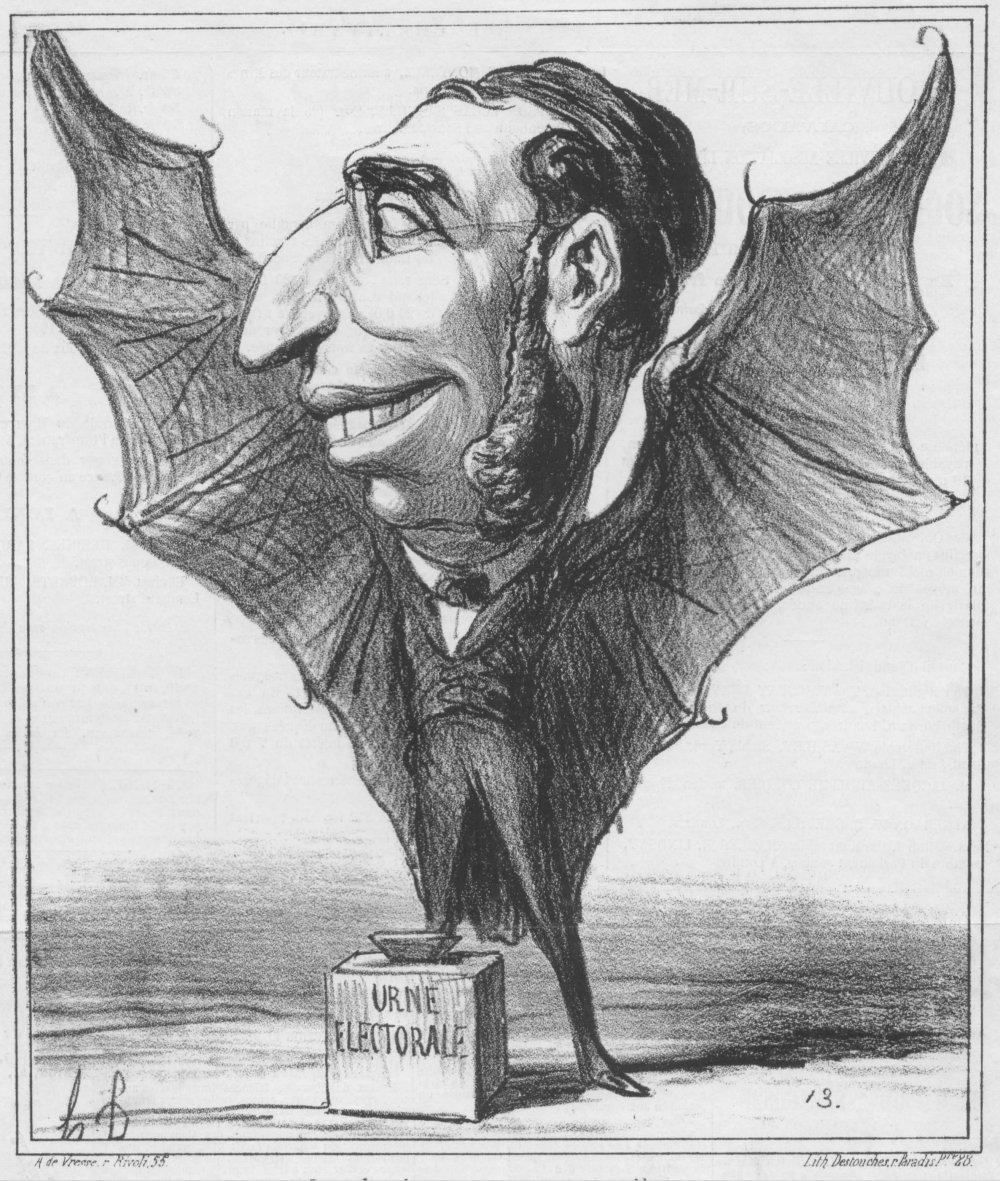
Émile Ollivier, Karikatur 1869 aus Le Charivari, von Honoré Daumier

Das neue Kabinett, das auch als Ministerium des 2. Januar bekannt war, hatte schwierige Aufgaben vor sich. Die Lage verkomplizierte sich noch, da bereits am 10. Januar Prinz Pierre Bonaparte, Cousin des Kaisers Napoléon III., den Journalisten Victor Noir ermordete. Ollivier berief sofort den obersten Gerichtshof für die Verhandlung gegen Bonaparte ein. Die Unruhen, die seinem Freispruch folgten, wurden unblutig niedergeschlagen; den Präfekten wurde in einem Rundschreiben untersagt, Druck auf die Wahlmänner zugunsten offizieller Kandidaten auszuüben; der umstrittene Pariser Stadtplaner Baron Haussmann, dessen Pläne uferlose Kosten aufwarfen, wurde entlassen; die Verhaftung des prominenten Journalisten Henri Rochefort setzte den hitzigen Angriffen der Presse gegen den Kaiser ein Ende; am 20. April schließlich wurde ein sénatus-consulte verabschiedet, mit dem der Übergang zur konstitutionellen Monarchie erreicht wurde.
Doch weder Zugeständnisse noch Härte konnten die „Unversöhnlichen“ in der Opposition befriedigen, die seit der Lockerung der Pressegesetze die Wählerschaft direkt beeinflussten. Gleichwohl wurde auf Ratschlag Rouhers am 8. Mai ein Plebiszit über die ergänzte Verfassung abgehalten, aus dem die Regierung mit über 80 % Zustimmung als Siegerin hervorging. Die angesehensten Mitglieder der Linken in Olliviers Kabinett – Louis-Joseph Buffet, Napoléon Daru und Talhouët Roy – traten im April wegen des Plebiszits zurück. Am 15. Mai 1870 wurde Jacques Mège Bildungsminister (Ministre de l'Instruction publique) und Charles Plichon Ministre des Travaux publics; beide waren Konservative.
Ollivier übernahm für einige Wochen die Aufgaben des Außenministers Daru selbst, bis der Duc de Gramont an seine Stelle trat.
Dessen Tun und Lassen trug zum Zustandekommen der Emser Depesche und der Kriegserklärung Napoléon III. an Preußen am 19. Juli 1870 bei.

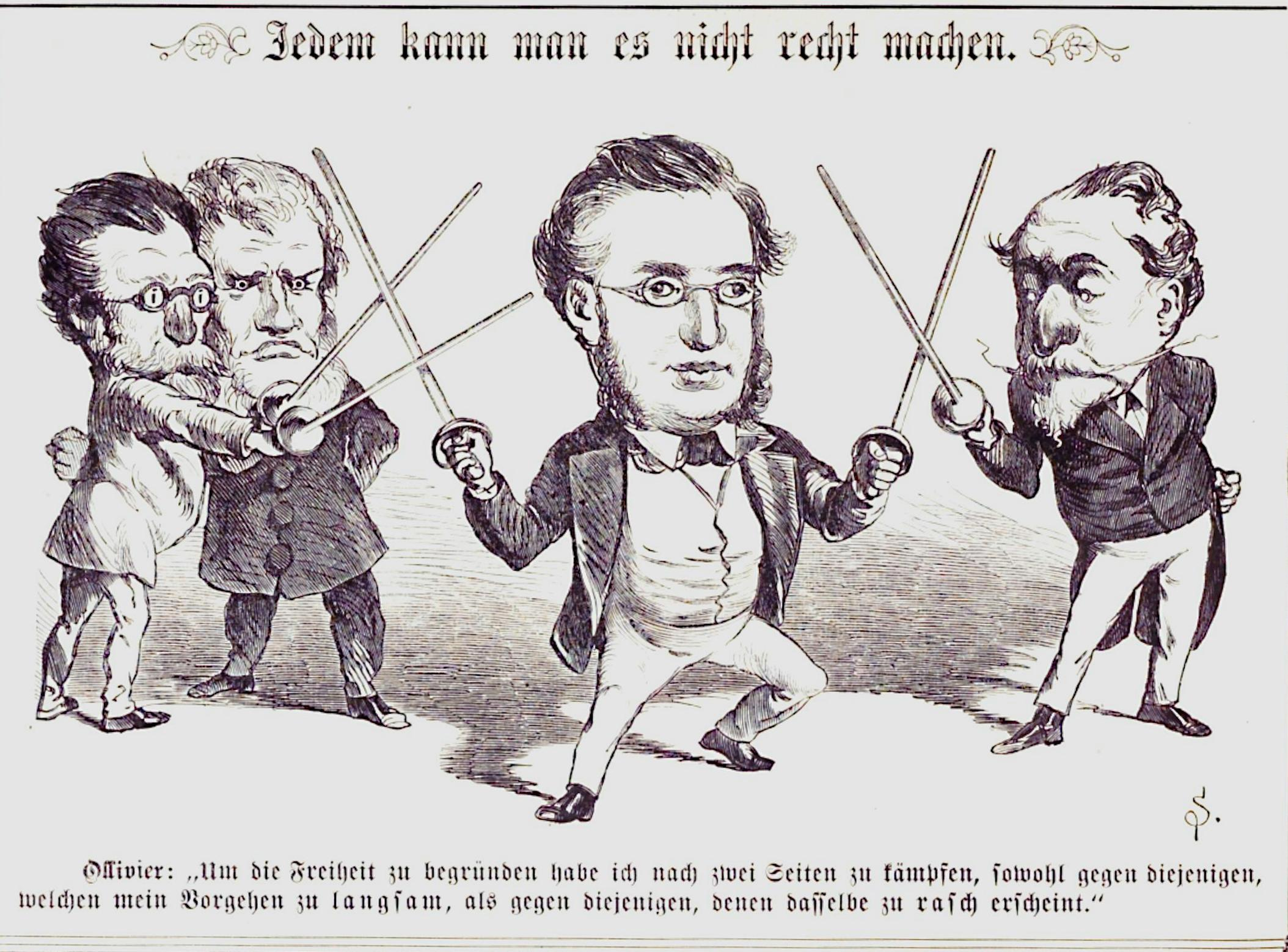
Kladderadatsch aus dem Jahr 1870: Ollivier wird als Getriebener zwischen Falken und Tauben dargestellt

Olliviers Pläne wurden im Sommer 1870 durcheinander geworfen, als Leopold von Hohenzollern damals die Thronfolge in Spanien antreten wollte. Auf Gramonts Anraten wurde der französische Botschafter in Preußen, Vincent Benedetti, angewiesen, vom preußischen König einen formellen, zeitlich unbegrenzten Verzicht auf die hohenzollerische Kandidatur zu verlangen, den Wilhelm I. jedoch ablehnte. Ollivier ließ sich für die Kriegspartei gewinnen. Er hätte den Krieg wahrscheinlich nicht endgültig verhindern können, aber er hätte vielleicht eine Aufschiebung erreichen können, wenn er sich die Zeit genommen hätte, Benedettis eigenen Bericht über das Ergebnis seiner Mission zu hören.
Der norddeutsche Bundeskanzler Otto von Bismarck kam ihm mit einer Pressemitteilung („Emser Depesche“) zuvor, deren für Frankreich unschmeichelhafte Darstellung der Emser Unterredung die Gemüter in der französischen Öffentlichkeit erhitzte. Am 15. Juli trat Ollivier übereilt vor die Kammer und erhielt einen Kriegskredit in Höhe von 500 Millionen Francs. Er sagte dort, er übernehme die Verantwortung für den Krieg „leichten Herzens“ (d'un cœur léger), da der Krieg Frankreich aufgezwungen worden sei. Nach den ersten französischen Niederlagen im Deutsch-Französischen Krieg (bei Weißenburg (4.), bei Spichern und bei Wörth (beide 6. August)) wurde das Kabinett Ollivier am 9. August entlassen.

### Dritte Republik
Ollivier floh nach Italien und kehrte erst 1873 wieder nach Frankreich zurück. Er betrieb den politischen Kampf in der bonapartistischen Zeitung Estafette weiter, hatte aber keine politische Macht mehr und geriet 1880 auch in seiner eigenen Partei mit Paul de Cassagnac aneinander.
Ollivier unterhielt viele Verbindungen in die Welt der Literatur und der Kunst und war einer der ersten Pariser Verfechter Richard Wagners. Er wurde 1870 in die Académie française aufgenommen, trat das Amt jedoch niemals an.
Im Ruhestand verfasste er eine Geschichte des L’Empire liberal, deren erster Band 1895 erschien. Das Werk behandelte tatsächlich die ferneren und die näheren Ursachen für den Krieg und war Olliviers Rechtfertigung für sein Handeln. Im 13. Band zeigte er, dass die Schuld an der Katastrophe nicht allein ihm zugeschoben werden könne.

## Familie
Émile Ollivier war verheiratet mit Blandine Liszt († 1862), der ältesten Tochter von Franz Liszt und Marie d’Agoult.

## Schriften
- L’Empire libéral
  - Band 1 (1895): le principe des Nationalités (online)
  - Band 2 (1897): Louis-Napoléon et le coup d' état (online)
  - Band 3 (1898): Napoléon III (online)
  - Band 4 (1899): Napoléon III et Cavour (online)
  - Band 5 (1900): L'Inauguration de l'Empire libérale roi Guillaume (online)
  - Band 6: La Pologne; les élections de 1863, la loi des coalitions (online)
  - Band 7 (1903): Le démembrement du Danemark; Le syllabus; La mort de Morny; L'entrevue de Biarritz (online)
  - Band 8 (1903): L' Année fatale – Sadowa (1866) (online)
  - Band 9 (1904): Le Désarroi (online)
  - Band 10 (1905): l' Agonie de l' Empire autoritaire (online)
  - Band 11 (1907): La veillée des armes. L'affaire Baudin. Préparation militaire prussienne. Le plan de Moltke. Réorganisation de l'armée française par l'empereur et le maréchal Niel. Les élections en 1869. L'origine du complot Hohenzollern (online)
  - Band 12 (1908): Le ministère du 2 janvier. Formation du ministère. L'affaire Victor Noir. Suite du complot Hohenzollern. (online)
  - Band 13 (1909): Le guet-apens Hohenzollern. Le concile œcuménique. Le plébiscite (online)
  - Band 14 (1909): La guerre. Explosion du complot Hohenzollern. Déclaration du 6 juillet. Retrait de la candidature Hohenzollern. Demande de garantie. Soufflet de Bismarck. Notre réponse au soufflet de Bismarck. La déclaration de guerre (online)
  - Band 15 (1911): Étions-nous prêts? Préparation. Mobilisation. Sarrebruck. Alliances (online)
  - Band 16 (1912): Le suicide. Premier acte: Woerth. Forbach. Renversement du ministère (online)
  - Band 17 (1915): La fin  (online)
  - Band 18 (1918): Table générale et analytique (online)

- Democratie et liberté (1867, )
- Le Ministère du 2 janvier, mes discours (1875)
- Principes et conduite (1875)
- L’Eglise et l’Etat au concile du Vatican (2 vols., 1879)
- Solutions politiques et sociales (1893)
- Nouveau Manuel du droit ecclésiastique français (1885).